# Harald Ulrik Sverdrup (politiker)
 Der er flere personer med dette navn, se Harald Ulrik Sverdrup.
Harald Ulrik Sverdrup (født 18. februar 1813 på Jarlsberg Hovedgård, død 23. april 1891 i Balestrand) var en norsk præst og politiker, søn af Jacob Sverdrup, far til Jakob Sverdrup.
Sverdrup blev student 1831, cand. theol. 1837 og var 1837—45 amanuensis ved Universitetsbiblioteket i Kristiania (Oslo). I 1845 blev han residerende kapellan i Leikanger, i 1849 sognepræst i Balestrand, en stilling han beholdt til sin pensionering i 1883. 
Han kom samtidig med broderen Johan ind i politik og repræsenterede Nordre Bergenhus Amt i alle Storting 1851—76 for Venstre. Bortset fra perioden 1871—73, hvor den Jabækske bondevensbevægelse forhindrede ham i at kandidere. Sverdrup havde betydelig indflydelse på skolevæsenets udvikling, og som medlem af kirkekomiteen gjorde han et stort arbejde med at udforme forslag og indstillinger.